# Черепаха Ілера
Черепаха Ілера (Phrynops hilarii) — вид черепах з роду Жабоголові черепахи родини Змієшиї черепахи. Отримала назву на честь французького зоолога Етьєна Жоффруа Сент-Ілера.

## Опис
Загальна довжина карапаксу досягає 40 см. Голова середнього розміру, широка. На підборідді є вирости. Карапакс доволі плаский, яйцеподібної форми. Передні й задні лапи з довгими кігтями і добре розвиненою плавальною перетинкою між пальцями.
Верхня частина голови, шиї та кінцівок сірого кольору, нижня — більше світла, ближче до жовтого або білого кольору з чорними плямами або смужками. З боків голови від носа до шиї і уздовж неї проходить тонка темна смуга, що перетинає очі. Вирости на підборідді світлого кольору з чорною крапкою. Колір карапакса темно-сірий, облямований світлої тонкою смугою по краю. Пластрон світло-жовтий і білий з чорними крапками і плямами.

## Спосіб життя
Полюбляє озера, струмки і ріки з м'яким ґрунтом і рясною рослинністю. Активна вдень. Харчується рибою, хробаками, комахами, великими молюсками.
Самиця відкладає у ямку до 40 білих кулястих яєць. Інкубаційний період триває до 70 днів.

## Розповсюдження
Мешкає у річці Парана та її притоках на прилеглих територіях півдня Бразилії, півночі Аргентини (до Буенос-Айреса), Уругваю і Парагваю.